# Karboksypeptydaza
Karboksypeptydaza – enzym trawienny, egzopeptydaza, metaloproteina – zawiera jon cynku w miejscu aktywnym.
Działa na łańcuchy peptydowe katalizując odczepienie C-końcowych aminokwasów w łańcuchu, szczególnie jeśli w łańcuchu bocznym aminokwasu występuje pierścień aromatyczny bądź rozbudowany łańcuch alifatyczny.
W mechanizmie działania powyższego enzymu należy zwrócić uwagę na dwie cechy:
1. indukowane dopasowanie (przyłączenie substratu powoduje znaczne zmiany w strukturze enzymu),
2. aktywacja wody (jon cynku znajdujący się w miejscu aktywnym enzymu znacznie zwiększa reaktywność wody).